# Juan Francisco Riveros
Juan Francisco Riveros (Asunción, 17 maggio 1946) è un ex calciatore paraguaiano, di ruolo attaccante.

## Carriera

### Club
Ha giocato nei massimi campionati paraguaiano e spagnolo.

### Nazionale
Dal 1966 al 1967 ha giocato 4 partite con la nazionale paraguaiana, prendendo in seguito parte alla Copa América 1975.

## Palmarès

### Club

#### Competizioni nazionali
- Campionato paraguaiano: 1

Cerro Porteño: 1966